# Viola mauritii
Viola mauritii là một loài thực vật có hoa trong họ Hoa tím. Loài này được Tepl. miêu tả khoa học đầu tiên năm 1882.